# Luis de Quiñones
Luis de Quiñones (¿? - Badajoz, 1585) fue un compositor y maestro de capilla español.

## Vida
Se desconoce su lugar y fecha de nacimiento, así como su formación musical.
Las primeras noticias que se tienen del maestro Quiñones son de 1538, cuando consiguió el magisterio de la Catedral de Badajoz por primera vez, en sucesión de Fernando Díaz, el primer maestro de capilla documentado en la catedral. En 1545 abandonó el cargo por razones desconocidas, siendo sucedido por el célebre Juan Vásquez que permanecería 5 años.

Dieron a Luis de Quiñones y a Juan de Vasquez maestros de capilla veinte y cinco myll maravedíes a cada uno (lo que uvo) de aver por rata segund lo que sirvió, porque el uno se despidio que fue Luis de Quiñones y Juan de Vasquez se recebio en este dicho año.
Actas capitulares de la Catedral de Badajoz, 1545

Siguieron de 1550 a 1561 los maestros Bruxeil (1550-1551); Juan de Cepa (1551), que no llegó a tomar posesión del cargo; Antonio Ortiz, que permaneció apenas unos días; Téllez (1553-1556); y Fortunio Ibáñez (1556-1559). Tras la partida de Ibáñez, Andrés López ocupó el cargo de forma interina. En 1561 Quiñones regresó al magisterio de la Catedral de Badajoz, donde la capilla recuperaría algo de tranquilidad después del número de maestros de capilla efímeros. Ya permanecería en el cargo hasta su fallecimiento en 1585. Su sustitución interina sería de nuevo Andrés López, Gil Fernández y Martín Pérez.
Los magisterios de Quiñones y de Vásquez coincidieron con el obispado de san Juan de Ribera en Badajoz, cuyo patrocinio produjo un florecimiento cultural de la ciudad. Así, Quiñones convivió en la ciudad con el organista Juan de Trejo, el pintor Luis de Morales y los escultores Hans de Bruselas y Jerónimo de Valencia, autores de la sillería del coro de la catedral. También la capilla de música conoció un aumento, llegando a los 15 miembros, sin contar a los infantes de la capilla. También se creó un archivo musical en la catedral en esa época:

Viernes VI de enero de MDLXX años [...] en este día y cabildo los dichos señores mandaron que todos los libros de canto de organo que tiene la yglesia que estan mal enquadernados se enquadernen y se entreguen al maestro de capilla y ansi estos como los demas de canto de organo se entreguen al maestro de capilla que es Luis de Quiñones por inventario y se pongan en un caxon en la yglesia y alli esten. Y no se lleven a casa del dicho maestro sino tenga la llave del dicho caxon y de alli saque el libro por donde oviere de dar liçion del coro, o cantar en el exerçiçio de la másica y acabado los buelva al dicho caxon.
Actas capitulares de la Catedral de Badajoz, 1570

Quiñones también tuvo una estrecha relación con la capilla de música ducal de los Braganza en Vilaviçosa, relación con Portugal que mantuvieron otros maestros de capilla pacenses. Según el musicólogo M. S. Kastner, contribuyó a «corroborar los lazos estrechos que entonces unían el arte sonoro español y lusitano». De hecho, en 1572 Quiñones solicitó permiso para acercarse a Vilaviçosa.
Mantuvo una estrecha amistad con el organista Alonso de Maladros, que posteriormente fue albacea de su testamento y cuidador del hijo menor de Quiñones, Juanico.

## Obra
No se han conservado composiciones de Luis de Quiñones.